# The Writing's on the Wall (canción de OK Go)
«The Writing's on the Wall» es una canción de la banda OK Go de su cuarto álbum Hungry Ghosts. El vídeo musical se lanzó en junio de 2014, y muestra a los miembros del grupo cantando rodeados de ilusiones ópticas y dibujos en tres dimensiones. El videoclip superó un millón de visitas en Youtube el primer día de su lanzamiento, y ganó el premio de los MTV Video Music Awards 2014 por los mejores efectos visuales.

## Canción
Damian Kulash describió «The Writing's on the Wall» como «ese momento en una relación cuando te das cuenta de que está llegando a su fin y que es inevitable». Como tal, la canción está escrita para ser "melancólica" y "jubilosa" al mismo tiempo, según Kulash. La canción obtuvo buenas críticas de Los Angeles Times, por parte de Randall Roberts También aseguró que la canción fue escrita para ser melancólica y jubilosa al mismo tiempo.

## Vídeo musical
El vídeo fue codirigido por el vocalista Damian Kulash, junto con Aaron Duffy y Bob Partington. El vídeo musical se estrenó en una presentación especial en el Museo de Arte Contemporáneo de Los Ángeles el 16 de junio de 2014, y lanzado el día siguiente a través de la página web de la revista Rolling Stone y el canal YouTube de OK Go.
El vídeo está rodado en una sola toma utilizando una cámara de mano, movida por los miembros de OK Go y los asistentes a través de un almacén con varias figuras creadas por objetos de uso cotidiano. Cada figura desempeña en el uso de ilusiones ópticas una vez que la cámara se fija en su posición, como los de Felice Varini que juegan en la ilusión de trabajar desde un punto específico, o ilusiones como el cubo de Necker, que se basan en una la falta de percepción de la profundidad.
Las ilusiones estaban vinculadas a la temática de la canción, según lo descrito por la revista Rolling Stone. Kulash sintió en la planificación del vídeo que el uso de las ilusiones era una buena representación de este concepto, donde los dos miembros de la pareja ven las cosas de forma "diferente". La banda y el equipo fueron cuidadosos en la selección de los objetos que se utilizará para las ilusiones, escogiendo objetos comunes de la casa, como teléfonos, pelotas o juguetes.
El conjunto de almacén se encuentra en Brooklyn, Nueva York, donde la banda vivió durante la configuración y la filmación del video. Les llevó cerca de tres semanas para montar el conjunto, y realizaron cerca de cincuenta tomas hasta que el vídeo saliera a la perfección.